# Парламентские выборы в Южной Африке (1929)
Парламентские выборы в Южной Африке проходили 12 июня 1929 года для избрания 148 депутатов Палаты собраний. Это был 6-й парламент Южно-Африканского Союза. Национальная партия под руководством Джеймса Герцога получила абсолютное большинство в Палате собраний. В результате Герцог смог сформировать правительство без поддержки Лейбористской партии, хотя пакт между партиями сохранился и два министра из Лейбористской партии остались на своих постах. Национальная партия осталась доминирующей силой на второй срок.
Из-за распада Лейбористской партии она осталась представленной лишь 8 депутатами, из которых только 4 сидели на правительственных местах, тогда как остальные примкнули к оппозиции.

## Результаты
Количество зарегистрированных избирателей было 461 820. Было подано 347 924 голосов (из них 4 027 недействительных).
| Партия | Партия                 | Места | %     | Голоса  | %     | Лидер                       |
|        | Национальная партия    | 78    | 52,70 | 141 579 | 41,16 | генерал Джеймс Барри Герцог |
|        | Южноафриканская партия | 61    | 41,22 | 159 896 | 46,51 | генерал Ян Христиан Смэтс   |
|        | Лейбористская партия   | 8     | 5,41  | 33 919  | 9,86  | Оспаривалось                |
|        | Независимые            | 1     | 0,68  | 8 503   | 2,47  | -                           |
|        | Всего                  | 148   | 100   | 347 924 | 100   |                             |